# 艾得爾 (喬治亞州)
艾得爾（英語：Adel）是一個位於美國喬治亞州庫克縣的城市。根據2010年美國人口普查，該地人口為5334人，而該地的面積約為21.30平方千米。同時該地也是庫克縣的縣治。

## 地理
艾得爾的座標為31°08′18″N 83°25′33″W / 31.13833°N 83.42583°W，而該地的平均海拔高度為73米（即240英尺）。